# Mayrègne
Mayrègne ist eine französische Gemeinde mit 30 Einwohnern (Stand 1. Januar 2022) im Département Haute-Garonne in der Region Okzitanien (zuvor Midi-Pyrénées). Sie gehört zum Kanton Bagnères-de-Luchon und zum Arrondissement Saint-Gaudens.
Nachbargemeinden sind Sost im Norden, Saint-Paul-d’Oueil im Osten, Benque-Dessous-et-Dessus im Süden und Caubous im Westen.

## Bevölkerungsentwicklung
| Jahr                      | 1962 | 1968 | 1975 | 1982 | 1990 | 1999 | 2008 | 2016 | 2019 |
| ------------------------- | ---- | ---- | ---- | ---- | ---- | ---- | ---- | ---- | ---- |
| Einwohner                 | 67   | 36   | 35   | 23   | 21   | 33   | 24   | 26   | 25   |
| Quelle: Cassini und INSEE |      |      |      |      |      |      |      |      |      |

## Sehenswürdigkeiten
Siehe auch: Liste der Monuments historiques in Mayrègne
- Friedhofskreuz, Monument historique
- Kirche Saint-Pierre (Monument historique)
- Tour de Bossost (Wohnturm), erbaut im 11:/12. Jahrhundert (Monument historique)

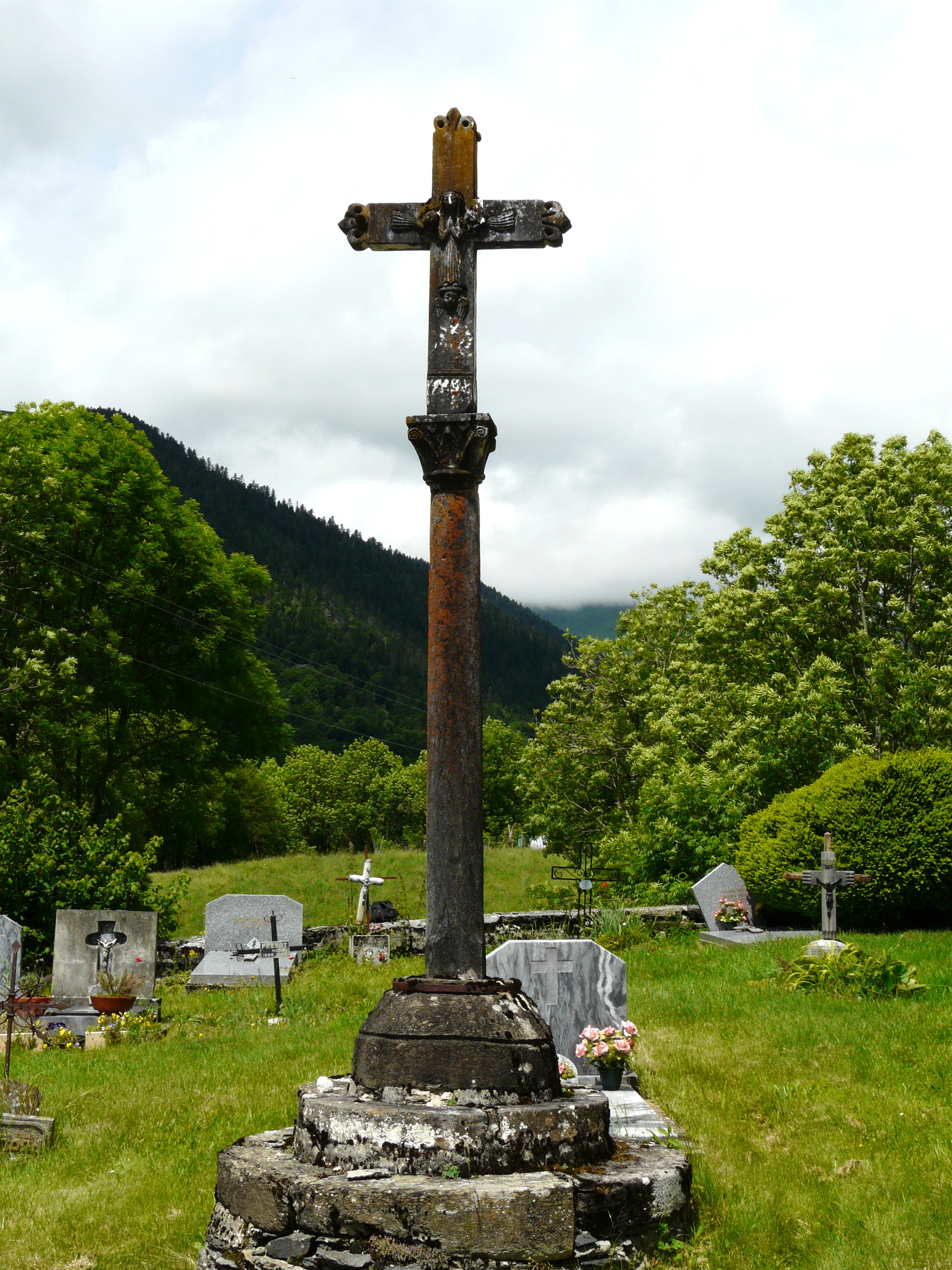
Friedhof, im Vordergrund das Kreuz
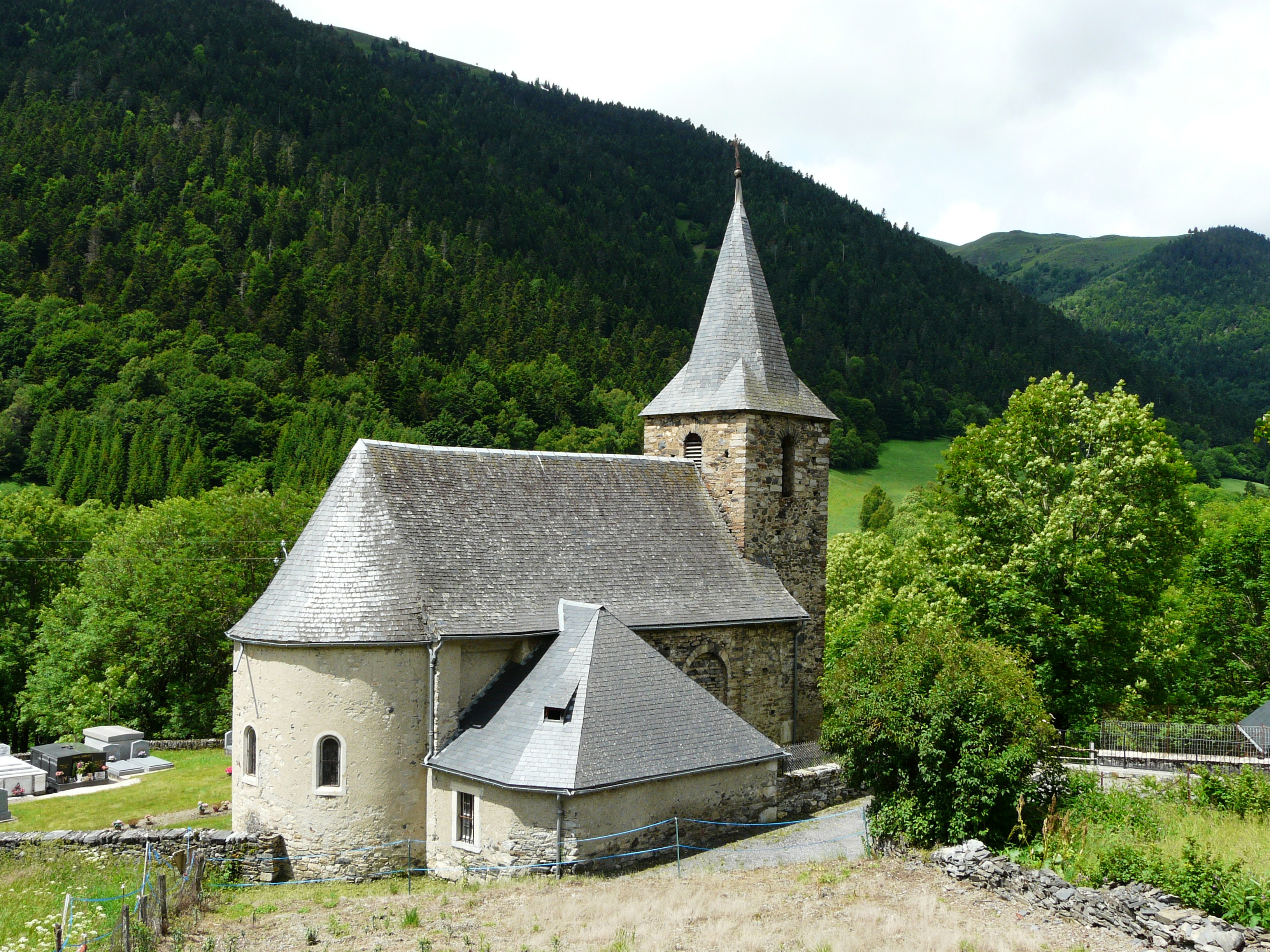
Kirche Saint-Pierre
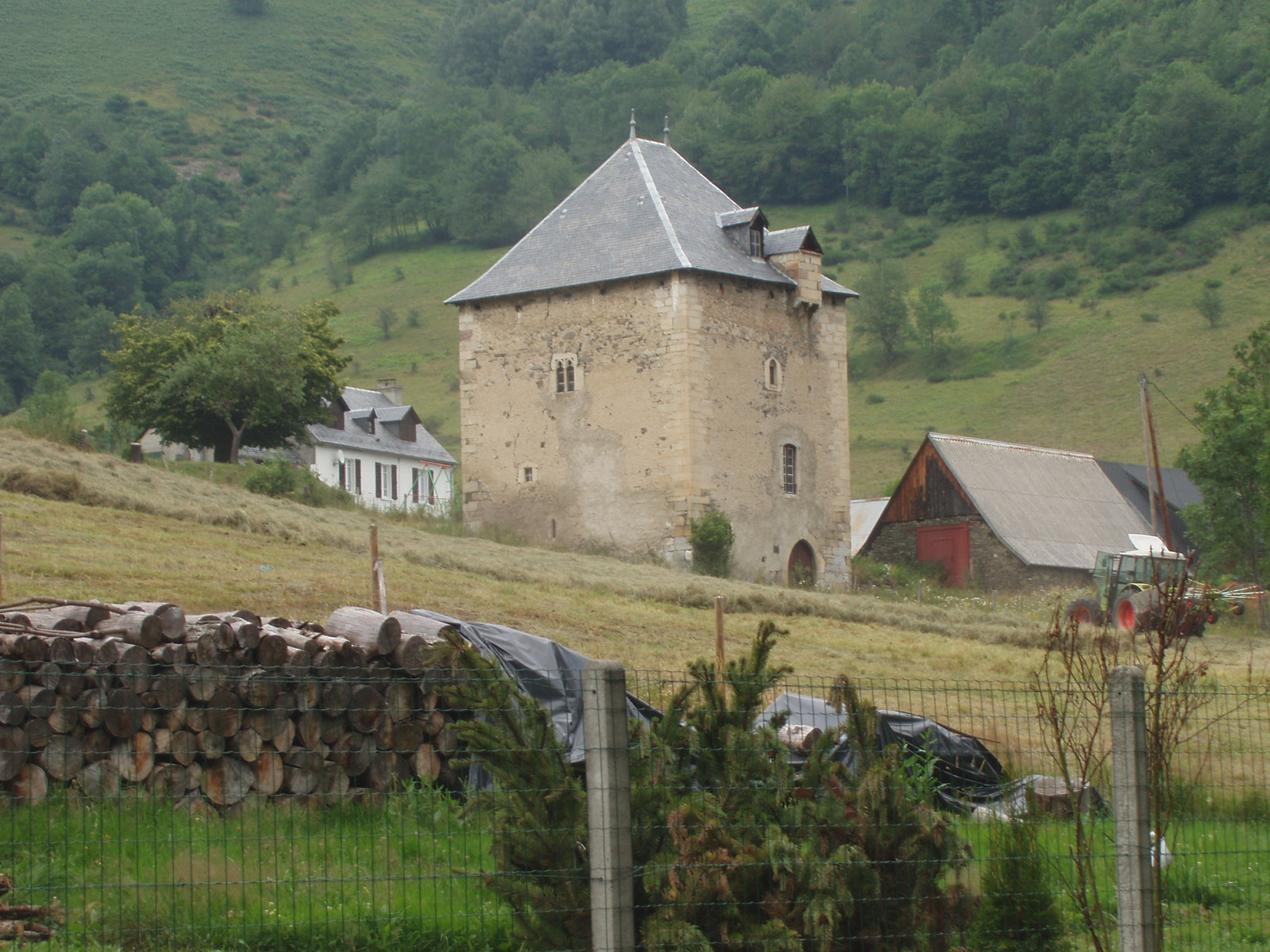
Wohnturm
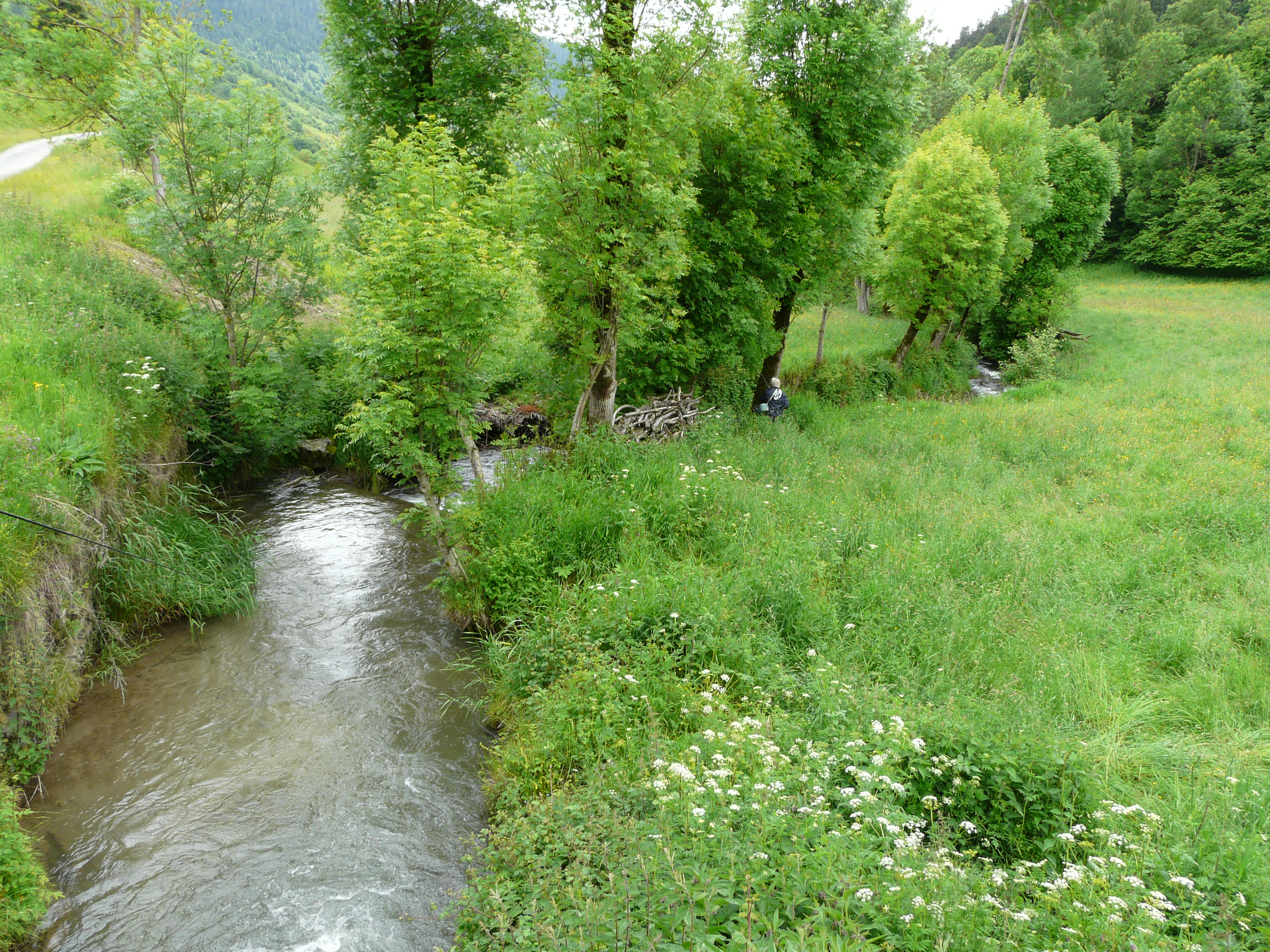
Das Flüsschen Neste d’Oueil passiert Mayrègne auf der westlichen Seite.